# Два уровня истины (буддизм)
Два уровня истины, или две истины (санскр. сатья-двая, кит. эр ди), — популярная в индийской мысли модель стратификации познания, при которой разделяются не ложь и истина, но истина начальная, эмпирическая (санскр. самвритья-сатья, вьявахарика-сатья, кит. су ди, ши ди) и истина конечная, абсолютная (санскр. парамартхика-сатья, парамартха-сатья, кит. чжень ди, ди и ди).
Если попытаться определить эти два понятия в общем, то относительная истина (saṃvṛti-satya) — это то, как вещи проявляются, а абсолютная истина (paramārtha-satya) — это то, какими вещи являются на самом деле. Иными словами, речь идет о кажимости и истине. Таким образом, все явления могут быть соотнесены с соответствующими типами восприятия реальности — омрачённым, заблуждающимся, и просветлённым, очищенным от заблуждений.
По мнению махаянских философов, Будда ведает две истины одновременно. Обычные существа имеют дело лишь с относительной истиной, а святые могут воспринимать две истины только попеременно, но не одновременно.

## Представления о двух истинах в раннем буддизме
Предпосылки для формирования учения о двух истинах были ещё в раннем буддизме. Например, различение кажимости и истины в характеристике психосоматической организации, называемой «человек», имеет место в сутре о ноше и носителе ноши (Бхара-сутта, СН 22.22). Там излагается базовое буддийское учение в форме четырёх ответов на вопросы: что такое «ноша» (бхара)? что такое «носитель ноши»? что такое «поднятие ноши»? что такое «избавление от ноши»? На три вопроса Будда дает однозначные ответы: «ноша» — это пять «групп привязанности» (пять скандх), её поднятие — это жажда (танха), избавление от неё — это прекращение жажды (ниродха). На вопрос о том, кто является носителем ноши, Будда дает ответ не столь однозначный: следует сказать, что это «пудгала», которому приписываются определённые имя и родословная. (Санскр. pudgala, пали puggala, в буддизме — «квазииндивид», «квазиперсона».) Большинство древних школ считало, что данный ответ Будды подразумевает, что в абсолютном смысле индивид есть обозначение совокупности пяти скандх, и говорить о нём, помимо них, можно, только следуя нормам обыденного языка.
Следует однако заметить, что школы направления Пудгалавада считали упоминаемого в этой сутре «пудгалу» существующим реально, при этом не являющимся ни тождественным пяти совокупностям, ни отличным от них. Позже в философских школах мадхьямака и йогачара (читтаматра) развилось и сформировалось учение о двух уровнях реальности, в соответствии с которым эмпирическая личность рассматривается как реальная только в относительном смысле (вьявахарика-сатья), но в плане абсолютной истины (парамартхика-сатья) она является иллюзией, продуктом воображения.

В буддийском философском доктринальном тексте «Милинда-паньха» (пали, «Вопросы Милинды», I в. до н. э.) в диалоге о колеснице и личности между царем Милиндой и буддийским мыслителем Нагасеной рассматривается тема относительного и абсолютного бытия феноменов. В этом диалоге имеет место рассуждение в духе ранней мадхьямаки: если нечто составлено и может быть разложено, то оно не реально, а представляет собой лишь обозначение. Царь спрашивает Нагасену о том, что есть личность, что такое «Нагасена». Нагасена в ответ приводит пример с колесницей царя. Есть разные элементы — дышло, ось, колеса, кузов, поручни и т. д., ни один из которых не является колесницей. Обнаружить сущность «колесница» в пределах множества данных элементов невозможно. Также, нет ничего, что является колесницей, и помимо данных элементов. И множество этих элементов обозначается условно как «колесница». По аналогии, есть разные физические (кожа, мышцы, кости, сердце, кишечник и др.) и психические (ощущения, распознавание, побуждения, сознание — четыре скандхи ума) элементы, ни один из которых не является Нагасеной. Образ Нагасены в восприятии Милинды и в восприятии самого Нагасены — тоже не Нагасена. Обнаружить сущность «Нагасена» в пределах множества данных элементов невозможно. Нет никакого Нагасены и помимо данных элементов. По отношению к множеству этих элементов и образу «используется название, знак, обозначение, обиходное слово, просто имя — Нагасена; однако в высшем смысле здесь не представлена личность». И далее: 
«Как говорят „колесница“ о собранных вместе частях, / Так все назовут существом то, что всего лишь груды [скандхи].» 

В древнейшем памятнике буддийской литературы «Дхаммапада», созданном, видимо, в III или даже IV в. до н. э., есть такие строфы:
«11. Мнящие суть в несути и видящие несуть в сути,
они никогда не достигнут сути, ибо их удел — ложные намерения.
12. Принимающие суть за суть и несуть за несуть,

они достигнут сути, ибо их удел — истинные намерения.»
Существуют отличия в понимании относительной и абсолютной истин в разных философских школах буддизма — вайбхашике, саутрантике, читтаматре и мадхьямаке.

## Вайбхашика (малая колесница)
Вайбхашика (санскр. vaybhāşikā, разъяснение, описание) относится к философской традиции «Абхидхармы». Согласно «Абхидхармакоше» Васубандху, относительное и абсолютное выявляется в результате эмпирического исследования объектов, после которого они либо исчезают как таковые, либо продолжают существовать.
То есть, относительное (saṃvṛtisat) существует как умопостигаемое (prajñāptisat), но состоит из частей, подвержено физическому или аналитическому расчленению, и является обусловленным. Абсолютное (paramārthasat) же, наоборот, противостоит любому расчленению — как физическому, так и интеллектуальному, является несоставным и безусловным. Таким образом, в вайбхашике считаются реальными вещами (dravyasat) только мельчайшие частицы бытия и мельчайшие моменты восприятия, или сознания. То есть реальны только дхармы, которые нерасчленимы, и представляют собой окончательный предел абхидхармического анализа эмпирического существования.
(Санскр. слово «дхарма» имеет несколько значений. В данном случае имеется в виду элементарное психофизическое состояние, носитель только одного какого-либо качества или признака. Причем, дхарма не отлична от несомого ей качества. В вайбхашике под дхармами понимаются и реальные носители, имеющие онтологический статус, и единицы описания психофизического опыта. В саутрантике, речь о которой пойдет ниже, дхармы рассматриваются только как условные единицы описания и анализа опыта и состояний сознания.)
Однако, здесь надо отметить следующее. Если дхармы определяются как реальные, то это не значит, что они независимы, и обладают природой абсолютных сущностей. В палийской традиции каждая дхарма рассматривается как отдельная частица только с целью её определения и описания. В действительности же, ни одна дхарма не является единичным явлением, имеющим самостоятельное существование.
Если коротко, в вайбхашике относительное и абсолютное определяется онтологически: относительное — это любая состоящая из частей совокупность дхарм; абсолютное — это частица, не поддающаяся дальнейшему расчленению.

## Саутрантика (малая колесница)
Дхармакирти в комментарии к своему сочинению «Праманаватика» утверждает:
«Только то, что может выполнять функции, является абсолютно существующим. …то, что определяет реальное (vastu) и нереальное — это способность или неспособность выполнять функции. То, что может выполнять функции, — не распространяется (anvaya) [на многие вещи], ведь из того, что распространяется, результат не происходит (kāryasāmbhava).»
В саутрантике (санскр. sautrāntika, приверженцы сутр) абсолютным считается то, что может выполнять функции. Примером реального, абсолютного тут может служить непосредственно воспринимаемая (pratyakṣa) вещь — горшок, колонна и т. д., которая обладает собственной, присущей только ей характеристикой (svalakṣṇa). Реально существующая вещь, в отличие от идеи или мысли о ней, может выполнять функцию объекта для непосредственного восприятия сознанием через органы чувств. Таким образом, критерием выявления абсолютного объекта здесь является непосредственное восприятие. А представление (ментальный объект), которое воспринимается концептуально (kalpanā), и не может выполнять функции (например, пространство или идея горшка), является относительным. Относительный объект имеет общую характерисику (sāmānyalakṣana), распространяющуюся на многие схожие объекты.
Подытожив, можно сказать, что относительное и абсолютное в саутрантике определяется гносеологически: относительное — это объект для концептуального восприятия (anumāna), опосредованного ментальными функциями; абсолютное — объект непосредственного, прямого восприятия.

## Читтаматра (великая колесница)
Асанга, основоположник читтаматры (санскр. cittamātra, «только сознание»), в трактате «Украшение сутр махаяны (Mahāyānasūtrālaṃkāra)» обозначает три характеристики абсолютного:
«(1) Всегда свободное от двойственности, (2) основание для ошибочного и (3) никоим образом не выразимое — само отсутствие измышлений и есть абсолютная реальность. Это также называется (1) объектом познания, (2) объектом отбрасывания и (3) объектом очищения, хотя и является незагрязненным по своей природе.»
В соответствии с этим, понимание относительного и абсолютного в читтаматре связано с теорией трех природ бытия (trisvabhāva):
1. Воображаемая природа (парикальпита) — опредмечивание сознанием собственных идей; возникновение мысленных конструкций.
Это проявление внешних объектов из-за кармических отпечатков, которые активируются вследствие возникновения концепций объектов. То есть, внешний объект (artha) является объектом восприятия (ālambana), которое соответствует произошедшей концептуализации. Причина всей этой воображаемой конструкции — кармические отпечатки (vāsanā). Восприятие в связи с проявляемым объектом (yathā-jalpārtha-saṃjñā) — это лишь ментальное событие (caitasika). Воображаемое всегда связано с объектом (artha) и обозначением (namā). Называется воображаемым потому, что имеет двойственную характеристику воспринимающего и воспринимаемого (grāhya-grāhaka-lakṣaṇa), является концептуализацией, и совершенно не существует (atyanta). Воображаемая природа должна быть узнана и познана как несуществующая.
2. Зависимая природа (паратантра) — функционирование сознания через собственные механизмы причинно-следственных связей; полная взаимозависимость всех дхарм (нет ни одной дхармы, которая не зависела бы от другой).
Это зависимое от причин и условий, но, вследствие загрязнений (клеша), являющееся основанием для ошибочного (заблуждений). Зависимая природа, в отличие от воображаемой, существует, но не как реальная. В ней и из-за неё происходит концептуализация (parikalpana). Если подробнее, то зависимое определяется как две тройки проявлений: 1) проявления слова, смысла и объективного (pada, artha, deha), 2) проявление ментального, восприятия и концептуализации (mana, udgraha, vikalpa). Первая тройка — это воспринимаемое (grāhya), вторая тройка — воспринимающее (grāhaka). Рассматривая вторую тройку (воспринимающее), надо отметить, что ментальная активность всегда подвержена волнению, беспокойствам. Восприятие (grāha) состоит из пяти видов сознания (vijñāna), соответствующих пяти органам чувств. Концептуализация является ментальным сознанием (mano-vijñāna). Вследствие волнения ментального, возникают искаженное восприятие и ошибочные представления (abhūta-parikalpa). Зависимая природа характеризуется как ошибочное представление, и должна быть отброшена.
Соотношение между воображаемым и зависимым можно сформулировать следующим образом. Зависимое — это то, что проявляется (yat khyāti). Воображаемое — это то, каким образом проявляется (yathā khyāti).
3. Совершенная природа (паринишпанна) — сознание, свободное от мысленных конструкций неизменных сущностей, таких как «я», универсалии и прочие категоризации.
Это невыразимое, «само отсутствие измышлений». Реальность, которая по своей природе чиста от случайных завес. Её можно сравнить с пространством, золотом или водой, которые чисты по своей природе, хотя и подвержены загрязнениям. Нет ничего, кроме этой реальности, но она не узнается обычными живыми существами из-за загрязнений (клеша), и воспринимается как сансара. Должна быть очищена от случайных загрязнений.
В данной философской традиции абсолютное отождествляется с совершенной природой (pariniṣpanna), а относительное — с воображаемой (parikalpita) и зависимой (paratantra) природами. Абсолютное здесь — это несуществование воображаемой природы (1) в зависимой (2), а относительное связано с восприятием воображаемой природы (1) в зависимой (2). Таким образом, зависимая природа (2) может быть абсолютной или относительной в зависимости от качества восприятия — соответственно, чистого или загрязненного.
На основании двух относительных природ читтаматры можно сделать вывод, что они рассматриваются с точки зрения функций ума. Характеристикой совершенной природы, которая рассматривается как абсолютная реальность, является таковость (tathata).

Согласно комментарию Васубандху к тексту «Анализ середины и крайностей (Мадхьянтавибханга)», всё составное является ошибочным представлением и не реально, а всё несоставное — это пустота, абсолютная реальность, где нет двойственности воспринимаемого и воспринимающего.
«Определяющая характеристика пустоты (śūnyata) — это несуществование двойственности (dvaya-abhāva), а также существование этого несуществования (abhāvasya-bhāva). Синонимами пустоты являются: таковость (tathatā), предел истинного (bhūta-koṭi), отсутствие признаков (animitta), абсолютное (paramārtha) и пространство явлений (dharma-dhātu).» 
Абсолютная реальность здесь отождествляется с пустотой. Под пустотой в читтаматре (йогачаре) понимается пустота реальности вне сознания.

## Мадхьямака (великая колесница)
Название школы «Мадхьямака» (санскр. mādhyamaka, «средний», «срединный») перекликается с понятием «срединный путь» (мадхьяма пратипад) — наиболее древним и общим самоназванием буддизма.
Если обозначить в общем два уровня истины в мадхьямаке, то с абсолютной точки зрения все явления рассматриваются как пустые, с относительной же (мирской, обыденной) точки зрения явления воспринимаются согласно мирским условностям.
В индо-тибетском буддизме существуют два направления, определяющие по-разному, что есть истинная реальность:
1. Рантонг (тиб. rang stong, санскр. svabhāva-śūnyatā, «пустота сама по себе»), является по сути классической мадхьямакой в соответствии с учением Нагарджуны, и исходит из тождества сансары и нирваны, то есть из неразделимости феноменального мира и пустоты. В рантонг реальность описывается с точки зрения дифференцирующего сознания (санскр. виджняна).
2. Шентонг (тиб. gzhan stong, санскр. parabhāva-śūnyatā, «пустота от другого»), выносит нирвану за пределы сансары; признаёт, что нечто абсолютно истинное обладает собственной сущностью, недвойственно по своей природе и находится за пределами умопостигаемого мира. В шентонг реальность описывается с точки зрения изначального гнозиса (санскр. джняна). Воззрение шентонг получило наибольшее развитие в школе джонанг.

Есть два существенных момента в учении шентонг об истинной природе: 1) истинная природа находится за пределами реальности, которую можно познать эмпирически и рационально; 2) истинная природа обладает собственной сущностью, и после снятия всех «завес» (аварана), в остатке остается не «ничто», а «нечто» — «природа будды», которую часто отождествляют с татхагата-гарбхой.
Но такое понимание истинной реальности противоречит основным положениям как читтаматры, так и классической мадхьямаки.
Согласно мадхьямаке, зависимое происхождение (пратитья самутпада) полностью совпадает с пустотой, и ничего третьего в остатке не остается. Согласно читтаматре, истинная реальность (паринишпанна) тождественна обусловленной реальности (паратантра), свободной от знаково-смысловой наполненности (парикальпита). Иными словами, паратантра и парикальпита (которая разворачивается в паратантре и не существует, о чём шла речь выше в разделе «Читтаматра») полностью совпадают с паринишпанной, и ничего третьего в остатке тоже не остается (что соответствует позиции рантонг).

### Мадхьямака-рангтонг («пустота сама по себе»)
Отрицательный логический метод «абсурдизации» школы мадьямака-прасангика является закономерным следствием понимания «пустоты» в смысле «рангтонг». Основной тезис этой школы «срединности» можно выразить так: «Все вещи пусты, поскольку взаимозависимы». Нагарджуна, основатель данной традиции, в начале своего сочинения «Корневые строфы о срединности (Муламадхьямакакарика)» характеризует взаимозависимое возникновение следующим образом: отсутствие прекращения и возникновения, исчезновения и постоянства, прихода и ухода, различия и тождества.
Таким образом, мадхьямака утверждает срединность между существующим и несуществующим. На основании этого отрицается субстанциональное существование, но устанавливается всеобщая взаимная зависимость (pratityasamutpāda), или пустотность (śūnyata). Пустотность означает, что все явления, которые предстают перед нами как объективно или субъективно воспринимаемые, не имеют самобытия (niḥsvabhāva) вследствие тотальной взаимозависимости и относительности. Объектом отрицания, который «пуст», здесь является так называемое «самобытие» или «собственная природа» (svabhāva) феноменов.
С точки зрения мадхьямаки, относительное — это всё, что связано с неведением, которое закрывает истинную реальность всех вещей — таковость. Это зависимо существующие феномены, а также условное, общепринятое (saṃketa, loka-vyavahāra), что является способом восприятия и описания реальности.

Абсолютное скрыто от восприятия обычного существа, и Нагарджуна определяет его так:
«Это не происходит из другого — покой;
Это не измышляется посредством измышлений;
Это свободно от мыслей и без разделения;

Такова характеристика Реальности (tattva).»
Чандаракирти во «Вступлении на срединный путь (Мадхьямакаватара)» описывает разницу между абсолютным и относительным следующим образом:
«Всё сущее воспринимается как обладающее двойной природой,
Посредством истинного или ошибочного вѝдения;
Объект истинного вѝдения — это то, как есть (tattva),

Объект ошибочного вѝдения — относительное.»
То есть, две истины зависят от способа восприятия, но не отличаются по своей сути. Относительное и абсолютное являются двумя различными аспектами одного и того же, и неразделимы. По словам Нагарджуны, абсолютное не может быть познано без опоры на общепринятое, относительное, а без постижения абсолютного не может быть достижения нирваны. Нирвана, или абсолютная реальность, — это то, что за пределами концепций. При этом, она тождественна сансаре, которая в абсолютном смысле не отлична от нирваны.
Таким образом, с точки зрения мадхьямаки, относительное и абсолютное, сансара и нирвана одинаково пусты от самобытия, нераздельны, но не тождественны диалектически. Поскольку явления не обладают собственной сущностью и собственным бытием не только в абсолютном плане, но и в относительном, абсолютная истина — «лишенность истинности (шуньята)» и относительная истина — «зависимое существование (пратитья-самутпада)» — представляют собой двуединство.

Отрывок из текста «Украшение [пути] освобождения»:
— Что такое сансара?
— Суть сансары — шуньята, форма — иллюзия, качество — страдание.
— Что такое нирвана?

— Суть нирваны — тоже шуньята, форма — отсутствие иллюзий, качество — отсутствие страдания.

### Мадхьямака-жентонг («пустота от другого»)
Данная философская традиция, называемая «великая мадхьямака», опирается в своих воззрениях главным образом на трактаты Майтреи-Асанги, на «Собрание восхвалений (тиб. bstog tshogs)» Нагарджуны и на сутры третьего поворота колеса Дхармы («Татхагатагарбха-сутра», «Махапаринирвана-сутра», «Шрималадэви-сутра»). Учение жентонг (шентонг) получило развитие в тибетской школе джонанг.
Как и в читтаматре, здесь имеет место учение о трех природах. Они классифицируются относительно двух истин следующим образом:
1. Воображаемая природа (тиб. кунтак) связана с измышлениями двойственного восприятия, подобна сновидениям, и не существует. Она пуста от несуществующих концепций
2. Зависимая природа (тиб. шенванг) — само заблуждающееся сознание — существует, но лишь условно, как относительное. Она пуста от проявляющихся заблуждений..
3. Совершенная природа (тиб. йондруп) — свободное от измышлений самоосознавание (so so rang rig pa), или изначальное самоосознающее самоосознавание (rang rig ye shes) — не существует условно, но существует как абсолютное. Совершенная природа изначально является природой всех дхарм (дхармата). Она хотя и пуста от всего обусловленного, но не пуста от своей собственной совершенной природы.

В мадхьямаке относительная и абсолютная истины соответствуют проявлениям омрачений и пустотности (snang stong). В «великой мадхьямаке» относительная и абсолютная истины определяются по способу пребывания и способу проявления:
Относительная истина — это субъект и объект несоответствия способа пребывания и способа проявления (gnas shang mi mthun pa’i yul dang yul can). То есть, относительное — это результат восприятия, связанного с неведением и заблуждением. Абсолютная истина — это субъект и объект соответствия способа пребывания и способа проявления. То есть, абсолютное — это объект безошибочного и необманчивого восприятия.
Если в мадхьямаке-рангтонг абсолютный аспект — это пустотность, отождествляемая со взаимозависимым возникновением, то в мадхьямаке-жентонг абсолютным аспектом считается не только собственная пустотность всех явлений (svabhāva / prakṛti-śūnyata, тиб. rang bzhin stong pa), но и пустотность от другого.
Таким образом, в мадхьямаке-жентонг имеет место разделение абсолютного принципа на две неотделимые друг от друга части: 1) собственная природа (свабхава) — пустотность от самого себя (или 18 видов пустотности), 2) другая природа (парабхава) — изначальное осознавание (джняна), пустотное от другого. Ко второй части абсолютного принципа относится дхармата, или Сугатагарбха, которая сама по себе не пуста от присущих ей совершенных качеств, но пуста от скрывающих её завес неведения и прочих омрачений.
Сугатагарбха, или татхагатагарбха (природа Будды) — это абсолютный принцип, пронизывающий и охватывающий собой всё: и вводящие в заблуждения проявления (тиб. snang ba), и истинную пустотность (stong pa). Но совершенное и абсолютное по своей собственной природе не имеет ничего общего с относительными явлениями: оно не возникает и не исчезает, не единичное и не множественное, не причина и не результат, не существует и не не существует, оно не состоит из частей, вечно и находится за пределами любых определений и сравнений. Природа Будды в традиции жентонг является абсолютным объединяющим принципом, выходящим за пределы сансары и нирваны.
Относительное в традиции жентонг — это иллюзорное проявление двойственного ума.

## Четыре благородные истины и Сутра Сердца Праджняпарамиты
Праджняпарамита-сутры (от санскр. prajñāpāramitā, «совершенство мудрости») радикально переформулируют основные идеи буддизма. «Сутра Сердца» — один из самых известных текстов северного буддизма, возникший не позднее III в., который кратко формулирует самую суть доктрины Праджняпарамиты.
В начале «Сутры Сердца» говорится о пустоте пяти скандх от самобытия. И тем самым разрушается представление о незыблемости истинности описания бытия посредством элементов пяти скандх. Затем, говорится о тождественности воспринимаемых форм и пустоты и о пустотности всех дхарм, Далее, проводится деструкция описания бытия в терминах 12-и источников сознания (аятан) и в терминах 18-и классов элементов (дхату). После этого, отрицается теория 12-и звеньев взаимозависимого возникновения, начиная с неведения и заканчивая старостью и смертью, и отрицается пресечение неведения, старости и смерти. И, наконец, отрицаются четыре благородные истины («нет страдания, источника, пресечения, пути»), вместе с возможностью достижения освобождения и её противоположностью — возможностью недостижения.
Таким образом, в данном небольшом тексте разрушается основа здания буддийской философии. Но в итоге всё возвращается на свои места утверждением, что все бодхисаттвы достигнут нирваны так же, как и все Будды, опираясь на «недостижение» и Праджняпарамиту, очищающую их сознание от препятствий — омрачений и мысленных конструкций.
Парадоксальность «Сутры Сердца» представлялась кощунственной и была шокирующей для многих традиционалистов-стхавиравадинов.

Однако, противоречие тут только кажущееся. Основоположник махаяны Нагарджуна главу 24 «Коренных строфах о срединности (Мула-мадхьямака-карика)» посвящает исследованию Четырёх благородных истин. При подвержении анализу логических категорий, выясняется, что они представляют собой «лишь пары дихотомически противостоящих и взаимодополняющих понятий», и ни на чем не основаны. Таким образом, базисные принципы буддизма, такие как Четыре благородные истины, оказываются тоже пустыми относительно собственной сущности. Они не принадлежат к абсолютной реальности, так как семантически основаны на дихотомической концептуализации, а прагматически являются обыденным, мирским уровнем. В строфах 8 и 9 Нагарджуна пишет:
«Законоучение Просветлённых
Покоится на двух истинах:
Истине, обусловленной (сокрытой) мирскими значениями,
И истине наивысшего смысла (абсолютной).
Те, которые не знают различия
Между этими двумя истинами,
Не знают сокровенной сути (высшей реальности)

В буддийском Учении.» 

В строфе 23 Нагарджуна, обращаясь к оппоненту-этерналисту, противнику мадхьямаки, пишет, что если бы страдания имели самосущую причину, то было бы невозможно пресечение причины и прекращение страданий: 

«Нет прекращения страдания,
Если бы оно [страдание] было благодаря самосущему.
Будучи сторонником [идеи] самосущего,

Ты отрицаешь [истину о] прекращении [страдания].» 
Таким образом, признание причины страданий (см. 2-я благородная истина) самосущей является отрицанием истины о прекращении страданий (3-й благородной истины). После этого, в строфе 24 Нагарджуна замечает, что если бы Путь (4-я благородная истина) был самосущим, то не надо было бы его осуществлять, и духовно-созерцательная практика была бы бесполезной и бессмысленной.
В строфе 10 подчеркивается важность обеих истин — как абсолютной, так и относительной. И объясняется, что «без опоры на обыденное значение» невозможно постигнуть «наивысший (абсолютный) смысл», а без познания «абсолютного смысла» невозможно достигнуть нирваны.
Далай-лама XIV по этому поводу говорит следующее: 
«Мы воспринимаем условную природу, то есть относительный мир во всем его многообразии, через повседневное использование ума и наших способностей к ощущению. Однако, абсолютную истину, истинную природу вещей и событий мы можем постичь только посредством углублённого анализа. Постичь её означает увидеть „таковость“ явлений, их подлинный способ бытия, который является абсолютной истиной о природе реальности.»
Далее он говорит, что понимать эти две истины надо не как две отдельные, независимые реальности, а скорее как два аспекта одной реальности.
Одна из основных идей праджня-парамитских сутр заключается в том, что истинная реальность постигается через йогическую интуицию, которая и есть праджня-парамита. Праджня-парамитские тексты предназначены для порождения в человеке, который их воспринимает, соответствующего состояния. То есть, Праджняпарамита-сутры — это тексты с психопрактическими функциями. Согласно исследованиям буддолога Л. Э. Мялля, «праджня-парамита представляет собой объективацию в виде текста определённого пробужденного состояния сознания»; и наоборот, такой текст может порождать аналогичное состояние сознания у человека, сосредоточенно изучающего текст: состояние сознания → его объективация в виде текста → состояние сознания.

## Три истины
«Полная гармония трех истин» (сань ди юань жун) — важнейшее понятие китайской буддийской философии, разработанное в школе тяньтай-цзун. Тяньтайские адепты выдвинули теорию трех истин:
1. Истина пустоты («истина несуществования», у ди) — все вещи «устанавливаются» благодаря причинности, они пусты и не имеют своей природы.
2. Истина условности, мирская («искусственная», цзя ди) — хотя все вещи не имеют своей собственной природы и пусты, тем не менее их существование не отрицается.
3. Высшая истина срединного пути (чжун ди) — истина о единстве и гармонии всего абсолютного; с точки зрения этой истины все вещи рассматриваются одновременно и как пустота, и как условность.[29]

Каноническим текстом тяньтай-цзун является «Лотосовая сутра» (Саддхармапундарикасутра). Обычно считается, что учение тяньтай базируется на мадхьямаке Нагарджуны (пункты 1 и 2). Однако в действительности оно представляет собой вариант теории татхагата-гарбхи (жулай цзан, пункт 3).